# Campiglia dei Berici
Campiglia dei Berici är en ort och kommun i provinsen Vicenza i regionen Veneto i Italien. Kommunen hade 1 685 invånare (2018).